# Uncinia lacustris
Uncinia lacustris är en halvgräsart som beskrevs av Gerald A. Wheeler. Uncinia lacustris ingår i släktet Uncinia och familjen halvgräs. IUCN kategoriserar arten globalt som starkt hotad. Inga underarter finns listade i Catalogue of Life.